# Насьональ де Клубес
Кампеонато Насьональ де Клубес (исп. Campeonato Nacional de Clubes) — ежегодный турнир по регби-15, проводимый среди аргентинских клубов. Чемпионат был открыт в 1993 году, и в первых сезонах за титул боролись 16 команд из разных уголков страны, а в 2009—2012 годах турнир насчитывал всего четырёх участников. С 2013 года в Насьональ вновь участвуют 16 клубов, девять из которых представляют чемпионат провинциальных команд Торнео дель Интериор, семь — столичную лигу Торнео де ла УРБА.

## История
В 1993—1998 годах лига объединяла 16 участников, которые были разбиты на 4 группы по территориальному признаку. Два сильнейших клуба каждой группы проходили в 1/4 финала соревнования. Данный формат подразумевал участие восьми команд из чемпионата Буэнос-Айреса, двух — из первенств Кордовы, северо-востока страны и прибрежных регионов, по одному клубу делегировали Куйо и Мар-дель-Плата.
В 2009 году произошла реорганизация Торнео дель Интериор, разыгрывавшегося теперь среди клубов, не входящих в Регбийный союз Буэнос-Айреса. Реформация этого турнира совпала с изменением системы проведения Насьональ де Клубес. Отныне за титул Насьональ де Клубес сражались всего четыре команды, причём две представляли столицу, а две — другие регионы. Турнир начинался напрямую с полуфинала. В первом из матчей 1/2 финала играли победитель Торнео дель Интериор и вице-чемпион Торнео де ла УРБА. Во втором, наоборот, сильнейшая команда Буэнос-Айреса встречалась с обладателем серебряных медалей Торнео дель Интериор. В первом сезоне обновлённого чемпионата приняли участие клубы «Дуэндес», КАСИ, «Инду» и «Уни Тукуман». В финал вышли «Дуэндес» и «Инду», и в результате чемпионами стали регбисты «Дуэндес».
С 2013 года произошло возвращение к системе, предусматривающей участие 16 команд. Теперь провинции страны представляют девять коллективов, столичный регион — семь.

## Победители

### Финальные игры
| Сезон | Чемпион                         | Второе место            | Счёт  |
| ----- | ------------------------------- | ----------------------- | ----- |
| 1993  | «Сан-Исидро»                    | «Тукуман»               | 27:19 |
| 1994  | «Сан-Исидро»                    | «Ла-Таблада»            | 28:12 |
| 1995  | КАСИ                            | «Ла-Плата»              | 19:6  |
| 1996  | «Инду»                          | «Алумни»                | 21:11 |
| 1997  | «Жокей Клуб де Росарио»         | «Инду»                  | 24:14 |
| 1998  | «Сан-Сирано» (*) «Сан-Луис» (*) |                         | 22:22 |
| 1999  | «Ла-Таблада»                    | «Дуэндес»               | 23:22 |
| 2000  | —                               | —                       | —     |
| 2001  | «Инду»                          | «Алумни»                | 27:14 |
| 2002  | «Алумни»                        | «Жокей Клуб де Росарио» | 23:21 |
| 2003  | «Инду»                          | «Дуэндес»               | 31:27 |
| 2004  | «Дуэндес»                       | «Лос-Таркос»            | 32:21 |
| 2005  | «Инду»                          | «Сан-Луис»              | 17:13 |
| 2006  | «Сан-Исидро»                    | «Тала»                  | 17:13 |
| 2007  | «Ла-Плата»                      | «Тукуман»               | 32:13 |
| 2008  | «Сан-Исидро»                    | «Ла-Плата»              | 33:8  |
| 2009  | «Дуэндес»                       | «Инду»                  | 28:18 |
| 2010  | «Инду»                          | «Ла-Таблада»            | 25:22 |
| 2011  | «Дуэндес»                       | «Ла-Таблада»            | 26:23 |
| 2012  | не проводился                   |                         |       |
| 2013  | Не проводился                   |                         |       |
| 2014  | « Университарио»                | «Дуэндес»               | 21:20 |
| 2015  | «Инду»                          | «Ньюмен»                | 27:25 |
| 2016  | «Инду»                          | «Бельграно»             | 39:21 |

(*) — победа в чемпионате разделена.

### Титулов всего
| Команда                 | Титулов | Победные сезоны                          |
| ----------------------- | ------- | ---------------------------------------- |
| «Инду»                  | 7       | 1996, 2001, 2003, 2005, 2010, 2015, 2016 |
| «Сан-Исидро»            | 4       | 1993, 1994, 2006, 2008                   |
| «Дуэндес»               | 3       | 2004, 2009, 2011                         |
| КАСИ                    | 1       | 1995                                     |
| «Жокей Клуб де Росарио» | 1       | 1997                                     |
| «Сан-Сирано»            | 1       | 1998 (разделённая победа)                |
| «Сан-Луис»              | 1       | 1998 (разделённая победа)                |
| «Ла-Таблада»            | 1       | 1999                                     |
| «Алумни»                | 1       | 2002                                     |
| «Ла-Плата»              | 1       | 2007                                     |
| «Университарио»         | 1       | 2014                                     |